# Amanda Krueger
Amanda Krueger, es un personaje fictício creado por Wes Craven para las películas A Nightmare on Elm Street 3: Dream Warriors y A Nightmare on Elm Street 5: The Dream Child. Es la madre del ícono del cine de terror Freddy Krueger. Su primera aparición fue en la película A Nightmare on Elm Street 3, donde Amanda es interpretada por Nan Martin. En A Nightmare on Elm Street 5 es interpretada por Beatrice Boepple.

## Biografía
En 1925, a los 18 años, Amanda Krueger (1907-1968) decidió hacerse monja, eligiendo "María Elena", como su nombre en Cristo. Su primer destino como una monja era cuidar a los internos en el hospital Westin Hills, conocido como "la torre de infames" (donde la mayoría de los pacientes encerrados eran dementes). Solo a pocos días de la Navidad, Amanda quedó encerrada en Westin Hills mientras los guardias abandonaron el lugar para pasar la época navideña con sus familia. Ella se quedó sola con los presos durante varios días, siendo brutalmente violada y golpeada muchas veces durante este tiempo. Cuando la encontraron estaba apenas con vida, además de haber quedado embarazada. Nueve meses después, Amanda dio a luz a Frederick Charles Krueger (también conocido como Freddy Krueger). Poco después, el niño fue entregado al Estado y adoptado por el Sr. Underwood, un alcohólico abusivo. Amanda Krueger siguió el juicio de su hijo después de ser arrestado por los asesinatos de varios niños del barrio. Freddy fue puesto en libertad por un tecnicismo y Amanda angustiada, decide suicidarse tras conocer la noticia. El cuerpo de Amanda nunca fue visto por Freddy. Westin Hills, el lugar donde se ahorcó, fue cerrado. Una cabeza de piedra fue colocada en el cementerio de Springwood con una placa que decía "Hermana María Elena".
Amanda Krueger regresaría en dos ocasiones, en forma de espíritu, para ayudar a aquellos que estaban luchando contra su hijo Freddy. Su primera aparición fue en Dream Warriors. Amanda apareció como una monja anciana con su nombre religioso Hermana María Elena, tratando de ayudar al Dr. Neil Gordon a salvar a los últimos niños de la calle Elm. Su segunda aparición fue en The Dream Child. Después de la derrota de Freddy en The Dream Master, Freddy utiliza la figura de Amanda para volver a entrar al "mundo de los sueños". Alice Johnson, la heroína de la película, necesitaba encontrar un lugar de descanso para Amanda y posiblemente esto podría ayudarle en su lucha contra Freddy Krueger. Ella no tuvo tiempo suficiente para buscar, por lo que mando a su amiga Ivonne a adentrarse en su pesadilla y tratar de encontrar el cuerpo en la torre de Westin Hills. El cuerpo fue encontrado y el espíritu de Amanda fue liberado justo a tiempo para ayudar a Alice a derrotar a Freddy. Amanda hace volver a Freddy a su forma de engendro y después regresa a su vientre. Freddy escapa de su claustro pero queda atrapado en el manicomio del mundo de los sueños, aunque no fue por mucho tiempo, ya que en la siguiente película, Freddy vuelve a escapar.
- Datos: Q8197011